# Grünwalde-Saaben
Grünwalde-Saaben war eine von 1928 bis 1945 bestehende Landgemeinde in der preußischen Provinz Pommern.
Die Gemeinde wurde im Jahre 1928 gebildet: Im Rahmen der Auflösung der Gutsbezirke in Preußen wurden die Landgemeinde Saaben, der Gutsbezirk Grünwalde und der Gutsbezirk Ponickel zu einer neuen Landgemeinde zusammengefasst, die den Namen „Grünwalde-Saaben“ erhielt.  In der Gemeinde Grünwalde-Saaben wurden im Jahre 1933 407 Einwohner gezählt, im Jahre 1939 421 Einwohner.
Bis 1945 gehörte die Gemeinde Grünwalde-Saaben zum Kreis Rummelsburg in der preußischen Provinz Pommern. In der Gemeinde wurden amtlich die Wohnplätze Gewiesener Mühle, Grünwalde, Juliushof, Ober Fließhof, Ponickel, Saaben, Saabener Mühle und Schonitz geführt.
1945 kam die Gemeinde Grünwalde-Saaben, wie ganz Hinterpommern, an Polen. Die Einwohner wurden vertrieben. Heute gehören die Ortschaften zur Gmina Miastko (Gemeinde Rummelsburg)  im Powiat Bytowski (Bütower Kreis).